# CA-846
La CA-846 es una carretera autonómica de Cantabria perteneciente a la Red Local y que sirve de acceso a la población de Gandarilla.

## Nomenclatura

Indicador

Su nombre está formado por las iniciales CA, que indica que es una carretera autonómica de Cantabria, y el dígito 846 es el número que recibe según el orden de nomenclaturas de las carreteras de la comunidad autónoma. La centena 8 indica que se encuentra situada en el sector comprendido entre la carretera nacional N-634 al norte, el límite provincial al oeste y sur, y la carretera nacional N-611 al este.

## Historia
Su denominación anterior era SV-2211.

## Trazado actual
Tiene su origen en la intersección con la CA-843 situada junto al puente de dicha carretera sobre el río Gandarilla y su final en Gandarilla, municipio por el que discurre la casi totalidad de su recorrido de 2,8 kilómetrosambas localidades situadas en el término municipal de San Vicente de la Barquera excepto los 150 metros iniciales que se sitúan en el municipio vecino de Val de San Vicente.
Su inicio se sitúa a una altitud de 72 m s. n. m. y el fin de la vía está situada a 107 m s. n. m., discurriendo en paralelo con el río Gandarrilla por su margen izquierda.
La carretera tiene dos carriles, uno para cada sentido de circulación, y una anchura total de 5,5 metros sin arcenes.

## Actuaciones
Durante el período de vigencia del III Plan de Carreteras se procedió a la mejora de la plataforma en toda la longitud de esta carretera, obras inauguradas el día 8 de febrero de 2008.

## Transportes
No hay líneas de transporte público que recorran la carretera CA-846.

## Recorrido y puntos de interés
En este apartado se aporta la información sobre cada una de las intersecciones de la CA-846 así como otras informaciones de interés.
| Esquema                                   | PK  | Sentido Gandarilla (creciente) | Sentido Gandarilla (creciente) | Sentido Gandarilla (creciente)                          | Sentido Gandarilla (creciente)                          | Sentido CA-843 (decreciente)                            | Sentido CA-843 (decreciente)                            | Sentido CA-843 (decreciente) | Sentido CA-843 (decreciente) | Incidencias |
| Esquema                                   | PK  | Velocidad                      | Elemento                       | Salida                                                  | Salida                                                  | Salida                                                  | Salida                                                  | Elemento                     | Velocidad                    | Incidencias |
| Esquema                                   | PK  | Velocidad                      | Elemento                       | Dir.                                                    | Nombre                                                  | Nombre                                                  | Dir.                                                    | Elemento                     | Velocidad                    | Incidencias |
| ----------------------------------------- | --- | ------------------------------ | ------------------------------ | ------------------------------------------------------- | ------------------------------------------------------- | ------------------------------------------------------- | ------------------------------------------------------- | ---------------------------- | ---------------------------- | ----------- |
|                                           | 0,0 |                                |                                |                                                         | CA-846 GANDARILLA                                       | CA-843 ESTRADA ABANILLAS                                |                                                         |                              |                              |             |
| CA-843 LA ACEBOSA SAN VICENTE B. LABARCES | 0,0 |                                |                                |                                                         | CA-846 GANDARILLA                                       |                                                         |                                                         |                              |                              |             |
|                                           | 2,0 |                                |                                | GANDARILLA                                              | GANDARILLA                                              | GANDARILLA                                              | GANDARILLA                                              |                              |                              |             |
|                                           | 2,8 |                                |                                | Final de la carretera en el núcleo urbano de Gandarilla | Final de la carretera en el núcleo urbano de Gandarilla | Final de la carretera en el núcleo urbano de Gandarilla | Final de la carretera en el núcleo urbano de Gandarilla |                              |                              |             |